# Dischistocalyx
Dischistocalyx là chi thực vật có hoa trong họ Acanthaceae.